# بی‌نهایت (فلسفه)
بی‌نهایت (انگلیسی: Infinity) در فلسفه و الهیات، تحت عناوینی مانند مطلق، خدا و پارادوکس‌های زنون بررسی می‌شود.
برای مثال در فلسفه یونان در آناکسیماندروس، «بی‌کران» منشأ هر آنچه هست است. او شروع یا اولین اصل را یک توده اولیه بی‌پایان و نامحدود در نظر گرفت. در جین متافیزیک و ریاضیات اولین حوزه‌هایی بودند که انواع بی‌نهایت‌ها را تعریف و ترسیم کردند. ریاضی‌دان گئورگ کانتور بی‌نهایت را در یک چارچوب ریاضی منسجم قرار داد. کانتور که از دور شدن خود از خرد سنتی آگاه بود، بحث تاریخی و فلسفی جامعی از بی‌نهایت ارائه کرد. در الهیات مسیحی نیز در کار دانس اسکوتوس، طبیعت نامتناهی خدا به‌جای حس نامحدود بودن از نظر کمیت، احساس بی‌قیدی داشتن را القا می‌کند. 

## دیدگاه‌های فلسفی مدرن
مباحث مدرن در مورد بی‌نهایت اکنون بخشی از نظریه مجموعه‌ها و ریاضیات در نظر گرفته می‌شود. فیلسوفان معاصر ریاضیات درگیر موضوع بی‌نهایت هستند و به‌طور کلی نقش آن را در تمرین ریاضی تصدیق می‌کنند. اما، اگرچه نظریه مجموعه‌ها اکنون به‌طور گسترده پذیرفته شده‌است، اما برخی آن را مورد نقد قرار داده‌اند. ویتگنشتاین (آوریل ۱۸۸۹ وین - آوریل ۱۹۵۱ کمبریج، انگلستان)، تحت تأثیر لویتسن اخبرتوس یان براوئر و تا حدی تحقیق‌پذیری، حمله شدیدی به نظریه مجموعه‌های بدیهی و ایده بی‌نهایت واقعی در «دوره میانی» خود کرد.
آیا رابطه {\displaystyle m=2n} کلاس همه اعداد را با یکی از زیرکلاس‌های آن مرتبط می‌کند؟ خیر. هر عدد دل‌خواه را با دیگری مرتبط می‌کند، و به این ترتیب به جفت‌های بی‌نهایتی از کلاس‌ها می‌رسیم که یکی از آن‌ها با دیگری همبستگی دارد، اما هرگز به‌عنوان کلاس و زیرکلاس به هم مرتبط نیستند. نه خود این فرآیند نامتناهی به نوعی یا از این قبیل یک جفت کلاس نیست... در این موهومات که {\displaystyle m=2n} یک کلاس را با زیر کلاس آن مرتبط می‌کند، ما فقط مورد دیگری از دستور زبان مبهم داریم.— سخنان فلسفی § ۱۴۱, cf دستور زبان فلسفی ص. ۴۶۵
برخلاف تجربه‌گرایان سنتی، او فکر می‌کرد که بی‌نایت به‌نوعی به تجربه حسی داده می‌شود.
... من می توانم در فضا امکان هر تجربه متناهی را ببینم... ما بی‌نهایت ذاتی فضا را در کوچک‌ترین قسمت آن تشخیص می‌دهیم. و حرکت بی‌نهایت است، حتی اگر در واقع فقط تا دیوارهای اتاقم ببینم.
... آنچه در مورد بی‌نهایت نامتناهی است فقط خود بی‌نهایتی است.
 اما بعضی ها معتقد هستند که بی نهایت بر خلاف تصورات اکثر مردم(بزرگترین یا بیشترین عدد) بیشتر یک مفهوم است تا یک عدد. برای مثال : بی نهایت + 1 = بی نهایت . یا مثلا : بی نهایت × 2 = بی نهایت. در صورتی که اگر متغیر m را در 2 ضرب کنیم حاصل برابر است با 2m اما بی نهایت در هر محاسباتی یا در هر عملی در نهایت هم باز بی نهایت است. پس بی نهایت نه یک عدد است نه یک متغیر. بی نهایت فقط و فقط بی نهایت است.